# Atlantic City–Brigantine Connector
 (juillet 2023).
L'Atlantic City–Brigantine Connector (officiellement Atlantic City Expressway Connector et dit Atlantic City Connector ou Brigantine Connector) est une autoroute de raccordement (en) à Atlantic City dans le New Jersey, aux États-Unis.
Il s'agit d'une extension de 3,81 km de l'Atlantic City Expressway (en), la reliant à la route 87 (en), qui mène à Brigantine via le  quartier de la Marina d'Atlantic City. Localement, l'autoroute est connue sous le nom de « tunnel » en raison du tunnel le long de son tracé qui passe sous le quartier de Westside.
Cette autoroute de raccordement est une route nationale détenue et exploitée par la South Jersey Transportation Authority (en) (SJTA) qui la désigne Route 446X.
Les propositions pour une route de raccordement similaire à Atlantic City datent de 1964. La planification ne commence cependant qu'en 1995 après que l'homme d'affaires Steve Wynn propose la construction d'un nouveau casino dans le quartier de la Marina. Les objectifs sont de réduire la circulation dans les rues d'Atlantic City et d'améliorer l'accès au quartier de la Marina et à Brigantine. Il est soutenu par le gouverneur du New Jersey, Christine Todd Whitman, et le maire d'Atlantic City, Jim Whelan (en), mais se heurte à une opposition majeure lors de sa planification. Les résidents dont les maisons doivent être détruites pour la construction du tunnel luttent contre le projet, et le propriétaire du casino concurrent Donald Trump intente des poursuites pour empêcher sa construction.
La construction dure près de trois ans pour un coût total de 330 millions de dollars. L'autoroute de raccordement est inaugurée en juillet 2001. Depuis son ouverture, elle a desservi jusqu'à 30 000 véhicules par jour et a bénéficié à l'économie de la ville en permettant un accès plus aisé au quartier de la Marina.